# كارستن روتينباخ
كارستن روتينباخ (بالألمانية: Carsten Rothenbach)‏ (3 سبتمبر 1980 بهايدلبرغ في ألمانيا - ) هو لاعب كرة قدم ألماني في مركز الدفاع. لعب مع نادي بوخوم ونادي سانت باولي ونادي كارلسروه ونادي كارلسروه 2 ‏ وVfL Bochum II ‏.

## وصلات خارجية
- كارستن روتينباخ على موقع قاعدة بيانات كرة القدم.إي يو (الإنجليزية)
- كارستن روتينباخ على موقع بيانات كرة القدم. دي إي (الألمانية)
- كارستن روتينباخ على موقع عالم كرة القدم.نت (الإنجليزية)